# Лариса (сателит)
Лариса (грч. Λάρισα) или Нептун VII, је Нептунов природни сателит. Име „Лариса“ је добио по нимфи из грчке митологије.
Откривен је 1981. године, а откриће је потврђено 1989. године од стране Војаџера 2.

## Карактеристике
Лариса је неправилног облика, и не показује знакове геолошких активности. Димензије сателита су 216×204×168 km, запремина је 3.822.996 km³, а албедо је 0.09.
Путања по којој се креће Лариса је удаљена од Нептуна 73,548 km, и потребно је 13 сати и 20 минута да обиђе Нептунову орбиту. Лариса нема атмосферу, а њена површина је прекривена кратерима. Површинска гравитација је ~ 0.035 m/s2, док је брзина ослобађања ~297 km/h. Постоји могућност да ће у будућности Нептунова гравитација смрвити Ларису, и претворити је у прстен који кружи око Нептуна.